# Al Sapienza
Al Sapienza est un acteur américain né le 31 juillet 1962 à New York. Il est principalement connu pour ses rôles dans les séries Les Soprano, Brotherhood et Person of Interest

## Filmographie

### Cinéma
- 1979 : Nocturna (en) : un musicien
- 1989 : Veiled Threat : Sergent Dimona
- 1990 : Pretty Woman de Garry Marshall : le portier de nuit
- 1990 : Strangers : Michael Reece
- 1991 : Frankie et Johnny : le colocataire de Peter
- 1993 : Sweet Evil : Anthony
- 1993 : Avec les compliments d'Alexa : Raines
- 1993 : Road to Revenge : Ramirez
- 1994 : Animal Instincts II : Eric
- 1994 : Perfect Gift : Ted
- 1994 : Ladies in Waiting : Rick
- 1995 : Judge Dredd de Danny Cannon : Judge Dredd petit
- 1995 : Piège à grande vitesse : le deuxième capitaine
- 1995 : Sauvez Willy 2 : l'ingénieur
- 1995 : Dance of the Pendulum : Jack
- 1995 : Joe's Rotten World : le Joe de la sitcom
- 1995 : Ultimate Taboo : Brad
- 1995 : Desperate Obsession
- 1995 : Remembrances : le père
- 1996 : Making the Rules : Adam
- 1997 : The Voyeur : James
- 1998 : Godzilla : le taxi
- 1998 : Phoenix : le policier
- 1998 : L'Arme fatale 4 : le détective
- 1999 : P.U.N.K.S. : Flutie
- 1999 : Comme un voleur : McNamara
- 1999 : Silicon Towers : Derrick Stark
- 1999 : Scriptfellas : Henry
- 1999 : The Gifted : Nick Fontaine
- 1999 : Night of Terror
- 2000 : The Stonecutter : Peter Accinelli
- 2001 : Blind Heat : Jeffrey Scott
- 2001 : Un mois de dimanches (A Month of Sundays) : Stephen McCabe
- 2001 : The Hollywood Sign : Rodney
- 2001 : Adjustments : Jack
- 2002 : Rabbit : Frank
- 2002 : Al's Lads (en) : Georgio
- 2002 : Unstable Minds : Freddy
- 2002 : Bomb the System : Officier Bobby Cox
- 2003 : The Look : Enzo
- 2003 : Endangered Species (en) : Medina
- 2004 : Killer Weekend : Michael Green
- 2004 : Noir comme l'espoir : Daniel Stanza
- 2004 : The Body : John Miller
- 2004 : Sin's Kitchen : Joe
- 2004 : Starkweather : Député Dale Fahrnbruch
- 2004 : Megalodon : Ross Elliot
- 2005 : Waterborne (en) : Connors
- 2005 : Searching for Bobby D : l'homme sage
- 2005 : Back in the Day : Détective Kline
- 2005 : L'Impasse : De la rue au pouvoir (Carlito's Way: Rise to Power) : Nick
- 2005 : Devil's Highway (en) : Hector
- 2005 : Central Booking : Marty Johnson
- 2006 : They're Just My Friends : Richard Dunn
- 2007 : The End Is Blossoming: The Ghosts of Ybor : Sonny
- 2007 : Scar 3d : Delgado
- 2008 : Saw 5 : le chef de la police
- 2008 : Crazy Girls Undercover : Alex Walker
- 2009 : La Cadillac de Dolan : Fletcher
- 2010 : Unrivaled (en) : Sergio
- 2010 : Caged Dreams : Tony
- 2010 : Standing Ovation : Solly Burns
- 2010 : Spare : Leo
- 2010 : Darnell Dawkins: Mouth Guitar Legend : Walter Huntley
- 2011 : Margin Call : Louis Carmelo
- 2011 : The Stonecutter (Director's Cut) : Peter Accinelli
- 2012 : Le Lycée de la honte : Christopher Benson
- 2012 : Girls Gone Dead : Shérif Pratt
- 2012 : Please Kill Mr. Know It All (en) : Mob Boss
- 2012 : Canoejacked
- 2012 : A Dark Truth : Doug Calder
- 2012 : The Story of Luke : David
- 2012 : Tumbleweed: A True Story : Jimmy
- 2012 : Stealing Roses : Gerry
- 2012 : Damn You, Roland Ruby! : Gros Ricky Parisi
- 2013 : Blue Caprice : Détective Harper
- 2013 : Separation (en) : Elliot
- 2013 : 9 Full Moons : Dr Phelps
- 2013 : Torture Chamber : Officier Ricci
- 2013 : Seasick Sailor (en) : Lou
- 2013 : Dante's Hell Animated : Guido da Montefeltro
- 2014 : Godzilla : Huddleston
- 2014 : Million Dollar Arm : Pete
- 2017 : xXx: The Return of Xander Cage de D. J. Caruso : le directeur de la CIA
- 2017 : Shock and Awe de Rob Reiner : Carl
- 2018 : Black Water
- 2019 : Acceleration : Jack
- 2019 : Dans les yeux d'Enzo (The Art of Racing in the Rain) de Simon Curtis : Luca Pantoni
- 2020 : Capone de Josh Trank : Ralph Capone
- 2020 : Money Plane d'Andrew Lawrence
- 2024 : Les Linceuls (The Shrouds) de David Cronenberg : Luca DiFolco

### Télévision
- 1963 : Hôpital central : Nick Cilini
- 1982 : Cassie & Co. : Gordon (1 épisode)
- 1984 : Drôle de vie : l'homme à la bibliothèque (1 épisode)
- 1984-1985 : E/R : le responsable des rayons X (2 épisodes)
- 1986 : Cagney et Lacey : le père qui attend (1 épisode)
- 1986 : Côte Ouest : le nouveau père (1 épisode)
- 1986 : Comedy Factory : un homme (1 épisode)
- 1986 : Falcon Crest : Manny Snyder (2 épisodes)
- 1987 : Texas Police : l'avocat (1 épisode)
- 1987 : Her Secret Life : l'avocat
- 1987 : A Year in the Life : Peter Shinta (1 épisode)
- 1989 : Rick Hunter : le gardien (1 épisode)
- 1989 : Matlock : Davey Lesser (1 épisode)
- 1989 : Vic Daniels, flic à Los Angeles : M. Redmond (1 épisode)
- 1990 : La Belle Vie : le policier
- 1990 : CBS Schoolbreak Special : le docteur (1 épisode)
- 1990 : Madame est servie : l'homme-tomate (1 épisode)
- 1992 : La loi est la loi : le policier en uniforme (1 épisode)
- 1992 : Just Deserts : le pilote du DC10
- 1992 : La Voix du silence : Père Ken (1 épisode)
- 1992 : Le Rebelle : Danny Redman (1 épisode)
- 1994 : Mariés, deux enfants : le paramédical (1 épisode)
- 1994 : Melrose Place : M. Black (1 épisode)
- 1995 : Platypus Man : l'inspecteur en bâtiment (1 épisode)
- 1995 : Cop Files : Officier McCane
- 1995 : Can't Hurry Love : plusieurs rôles (2 épisodes)
- 1995 : Mr Stitch : Clay Gardener
- 1995-2000 : New York Police Blues : Pete Mangrini et Tommy (2 épisodes)
- 1996 : Diagnostic : Meurtre : Officier Tom Ames (1 épisode)
- 1996 : Co-ed Call Girl : Darren Bronson
- 1996 : Dark Skies : L'Impossible Vérité : Francis Gary Powers (1 épisode)
- 1996 : Mr. et Mrs. Smith : Joe Johnson (1 épisode)
- 1996 : Hot Line : Nick Garvey (1 épisode)
- 1997 : Burning Zone : Menace imminente (The Burning Zone) : Freddie Geiger (1 épisode)
- 1997 : Beyond Belief: Fact or Fiction : John (1 épisode)
- 1997 : Port Charles : Mario
- 1997 : Night Man : Agent Briggs (2 épisodes)
- 1997 : Les Dessous de Palm Beach : M. Greig (1 épisode)
- 1997-2002 : JAG : Major Satelino et Officier Ralph Carlos (2 épisodes)
- 1998 : Mike Hammer : Jeff Torres (1 épisode)
- 1999 : Sanction fatale : Holman (1 épisode)
- 1999 : Cracker : Steve Palmer (2 épisodes)
- 1999-2004 : Les Soprano : Mikey Palmice (10 épisodes)
- 2000 : Amy : Greg Christofaro (1 épisode)
- 2002 : Les Experts : le mandataire de Logan (1 épisode)
- 2002 : Division d'élite : Bob Politto (1 épisode)
- 2002 : Washington Police : Jeff Samuels (1 épisode)
- 2002-2003 : 24 heures chrono : Paul Koplin (3 épisodes)
- 2003 : Les Experts : Miami : James Fukes (1 épisode)
- 2003 : Alias : Tom (1 épisode)
- 2003 : Living Straight : Adam Parks
- 2003 : Chasing Alice
- 2004 : Newport Beach : Luna Chicks (1 épisode)
- 2004 : NCIS : Enquêtes spéciales : Commandant Foley (1 épisode)
- 2004 : Charmed : Johnny le Jars (1 épisode)
- 2005 : Prison Break : Philly Falzone (4 épisodes)
- 2006 : Just Legal (1 épisode)
- 2006 : Destination 11 septembre (The Path to 9/11) : Donald Sadowy
- 2006 : New York, section criminelle : le mandataire de Flaherty (1 épisode)
- 2006 : Talk to Me : Capitaine Falcone
- 2006 : Brotherhood : Frank Panzerelli (11 épisodes)
- 2007 : Shark : Simon Bernhardt (1 épisode)
- 2007 : Un œil sur la planète : Ethan Woods
- 2007 : Sharpshooter : Philips
- 2008 : US Marshals : Protection de témoins : Frankie Santoro et Francis Amato (1 épisode)
- 2008 : American Voice : Max
- 2008-2009 : The Border : Andriano Frantangelo (2 épisodes)
- 2009 : Fringe : Conrad (1 épisode)
- 2009 : FBI : Portés disparus : Charlie Moretti (1 épisode)
- 2009 : Guns : Tony Fabriel (2 épisodes)
- 2009 : The Line : Howard (1 épisode)
- 2009 : Une seconde vie : Alvin Washington
- 2009 : Warehouse 13 : Capitaine Powell (1 épisode)
- 2010 : Burn Notice : Agent Callahan (1 épisode)
- 2010 : The Bridge : Croft (1 épisode)
- 2010 : Les Vacances de Derek : Doug Dunbarton
- 2011 : Des jours et des vies : Détective Pierce (1 épisode)
- 2011 : The Listener : Nick Zappata (1 épisode)
- 2011 : New York, unité spéciale : le superviseur ATF (saison 12, épisode 24)
- 2011 : Wilfred : le mec Poochy Poochy (1 épisode)
- 2011 : FBI : Duo très spécial : Frank Deluca (1 épisode)
- 2011 : Le Prix du passé : Alek Ravik
- 2011 : Sanctuary : le père de Will (1 épisode)
- 2011 : The Casting Room (1 épisode)
- 2011 : Awakening : Evan Lestrade
- 2011-2012 : Blue Bloods : Phil Sanfino (3 épisodes)
- 2011-2013 : Person of Interest : Détective Raymond Terney (13 épisodes)
- 2012 : Unforgettable : Joe Hagan (1 épisode)
- 2012 : Home Invasion : Détective Klein (1 épisode)
- 2012 : The Firm : J.D. Silver (2 épisodes)
- 2012 : Jersey Shore Shark Attack : Mike
- 2013 : House of Cards : Marty Spinella (3 épisodes)
- 2013 : Golden Boy : le commissionnaire de la police (1 épisode)
- 2013 : Arrow : Edward Rasmus (1 épisode)
- 2013 : Rookie Blue : Charlie Walsh (1 épisode)
- 2013 : The Tomorrow People : Dennis Coburn (1 épisode)
- 2018 : Alerte enlèvement : ma fille a disparu ! (GONE: My Daughter) (TV) : Wes Christian
- 2025 : Tracker : Rick Lindo (saison 2, épisode 11)

### Jeux vidéo
- 1996 : Soviet Strike : Nick Arnold
- 2005 : New York, section criminelle : E.G. Halliwell